# SVOM
SVOM, Akronym für Space-based multi-band astronomical Variable Objects Monitor (chinesisch 天基多波段空间变源监视器), ist ein chinesisch-französisches Weltraumteleskop zur Beobachtung von Gammablitzen sowie deren Nachglühen im sichtbaren Licht und im Röntgenspektrum. Der Satellit wurde am 22. Juni 2024 vom Kosmodrom Xichang aus mit einer Trägerrakete vom Typ Langer Marsch 2C gestartet. Er sollte in einem erdnahen, um 30° zum Äquator geneigten Orbit von 635 km Höhe platziert werden.

## Geschichte
Die ersten Gespräche zwischen der Nationalen Raumfahrtbehörde Chinas (CNSA) und dem Centre national d’études spatiales (CNES) über einen kleinen Satelliten zur Überwachung des Himmels im Hinblick auf veränderliche Objekte (Space Variable Objects Monitor) fanden im Jahr 2005 statt. Bei Treffen von Wissenschaftlern und Ingenieuren beider Länder im März 2006 in Toulouse und im September 2006 in Shanghai wurden keine unüberwindbaren Probleme bei dem Konzept festgestellt.
Daraufhin wurde im Rahmen eines Staatsbesuchs von Präsident Jacques Chirac in Peking am 26. Oktober 2006 eine Absichtserklärung zum Bau des Satelliten unterzeichnet.
Nach dem Abschluss der Vorstudien im Dezember 2008 wurde das Projekt im März 2010 von der Chinesischen Akademie der Wissenschaften gebilligt.
Vier Jahre später, am 26. März 2014, wurde im Beisein der beiden Präsidenten Xi Jinping und François Hollande in Paris eine weitere Absichtserklärung zu dem Projekt unterzeichnet.
Im Einzelnen sind an dem finanzierten Projekt folgende Institute beteiligt:
- Shanghaier Ingenieurbüro für Mikrosatelliten (SECM)
- Nationale Astronomische Observatorien der Chinesischen Akademie der Wissenschaften (NAOC)
- Institut für Hochenergiephysik der Chinesischen Akademie der Wissenschaften (IHEP)
- Nationales Zentrum für Weltraumwissenschaften (NSSC)
- Xi’aner Institut für Optik und Feinmechanik der Chinesischen Akademie der Wissenschaften (XIOPM)
- Institut de recherche sur les lois fondamentales de l'univers des Commissariat à l’énergie atomique et aux énergies alternatives (IRFU)
- Institut de recherche en astrophysique et planétologie des Centre national de la recherche scientifique (IRAP)
- Laboratoire d'astrophysique de Marseille des Centre national de la recherche scientifique (LAM)
- AstroParticule et Cosmologie der Université de Paris (APC)
- Institut d'astrophysique de Paris des Centre national de la recherche scientifique (IAP)
- Observatoire Astronomique de Strasbourg des Centre national de la recherche scientifique (OAS)
- Laboratoire Univers et Particules de Montpellier des Centre national de la recherche scientifique (LUPM)
- Centre de physique des particules de Marseille des Centre national de la recherche scientifique (CPPM)
- Pariser Observatorium des Centre national de la recherche scientifique (GEPI)
- Laboratoire de l'accélérateur linéaire des Centre national de la recherche scientifique (LAL)
- Observatoire de Haute-Provence des Centre national de la recherche scientifique (OHP)
- University of Leicester
- Max-Planck-Institut für extraterrestrische Physik (MPE)
- Nationale Autonome Universität von Mexiko (UNAM).[9]

Vom 25. bis 30. September 2014 trafen sich Vertreter der beteiligten Institute in Shanghai, um mit den konkreten Planungen für das Projekt zu beginnen. Im Laufe der folgenden Monate wurden die Anforderungen für die einzelnen Systeme ausgearbeitet und bei einem Treffen, das vom 29. Juni bis 3. Juli 2015 in Peking stattfand, formal gebilligt. Im Oktober 2015 unterzeichnete die französische Raumfahrtagentur CNES mit dem Zentrum für Weltraumforschung der Universität von Leicester einen Vertrag im Gesamtwert von 3,8 Millionen Pfund über die Herstellung eines nur 1 kg schweren Röntgenstrahlen-„Spiegels“, eine gläserne Mikrokanalplatte mit quadratischem Porenquerschnitt, in dem die einfallende Strahlung durch Reflexion an den Innenseiten der Kanäle verstärkt wird wie in den Augen von hummerartigen Tieren (daher die Bezeichnung „Lobster Eye“ für das System).
Nach einer Arbeitstagung zu den wissenschaftlichen Aspekten des Projekts vom 10. bis 15. April 2016 in Chamonix wurden die ersten Planungen bei einem Treffen in Yantai (4. bis 6. Juli 2016) formal abgeschlossen. Am 17./18. Januar 2017 läutete man bei einer Tagung in Sanya, wo der Satellit von der Datenempfangsstation des Instituts für Fernerkundung und digitale Geowissenschaften der Chinesischen Akademie der Wissenschaften betreut werden soll, die finale Planungsphase für das Projekt ein. Neun Monate später, bei einer Tagung in Xi’an vom 16. bis 19. Oktober 2017 wurde das Zusammenwirken der einzelnen Systeme besprochen. 2018 und 2019, wie auch schon im April 2017, gab es weitere Treffen der Weltraumwissenschaftler in Pingtang (der Sitz des Radioteleskops FAST), Chamonix und Nanning. Im Oktober 2019 hatte das Shanghaier Ingenieurbüro für Mikrosatelliten ein Demonstrationsmodell des Satelliten hergestellt und auf Weltraumtauglichkeit (Hitze, Kälte, Vakuum) getestet, dann brach die COVID-19-Pandemie aus. Ende Januar 2020 mussten die chinesischen Wissenschaftler und Ingenieure in Quarantäne und die Tests in Shanghai wurden gestoppt. Im März 2020 wurden die Arbeiten in China allmählich wieder aufgenommen, dann mussten jedoch die Franzosen in Quarantäne. Daher fand die Verabschiedung des endgültigen Konzepts zwischen dem 29. Juni und 10. Juli 2020 per Videokonferenz statt.
Anschließend begann das Ingenieurbüro für Mikrosatelliten mit dem Bau des für den Start bestimmten Satelliten. Am 10. Februar 2023 übergab die Werkstatt des Xi’aner Institut für Optik und Feinmechanik das optische Teleskop an das Ingenieurbüro, Ende Februar 2023 wurden die beiden europäischen Instrumente aus Frankreich nach Shanghai verschifft, wo sie am 12. März 2023 ankamen.
Ende April 2023 waren alle vier Nutzlasten (siehe unten) in das Satellitengehäuse eingebaut und integriert, im Shanghaier Ingenieurbüro für Mikrosatelliten (seit 2017 ein Teil der Innovationsakademie für Mikrosatelliten) fanden anschließend Tests des gesamten Satelliten statt.

## Aufbau
Der Satellit beruht nicht auf einem existierenden Bus, sondern ist eine Spezialanfertigung. Das im Prinzip quaderförmige Gehäuse hat die Maße von etwa 1,8 × 1,8 × 2,8 m, zwei Solarzellenflügel mit jeweils drei Modulen stellen eine elektrische Leistung von 800 W zur Verfügung.
Das Startgewicht des Satelliten beträgt 930 kg, wovon 450 kg auf die wissenschaftlichen Nutzlasten entfallen. Der Satellit besitzt vier Instrumente:
- ECLAIRs, das vom IRAP, vom IRFU und dem APC hergestellte Hauptinstrument des Satelliten zur Registrierung und ersten Lokalisierung von Gammablitzen hat ein großes Sichtfeld von 89° × 89° und beobachtet Röntgenstrahlung sowie niederenergetische Gammastrahlung im Bereich zwischen 4 und 250 keV.[19]
- Das Mikrokanal-Röntgenteleskop MXT, hergestellt von IRFU, MPE und der Universität von Leicester, besitzt ein sehr enges Sichtfeld von 1,1° × 1,1°. Wenn der Satellit mit ECLAIRs einen Gammablitz entdeckt hat, wird er über das mit Reaktionsrädern arbeitende Lageregelungssystem in wenigen Minuten auf den ungefähren Ursprungsort ausgerichtet, um diesen genauer zu bestimmen und die ersten Phasen des Nachglühens im Bereich zwischen 0,2 und 10 keV zu beobachten.[20]
- Der Gammastrahlen-Monitor GRM, hergestellt vom IHEP, besitzt drei von der Achse des ECLAIRs um jeweils 30° weggeneigte, um 120° auseinander positionierte Detektoren, was dem gesamten System das gleiche Sichtfeld gibt wie ECLAIRs. Ebenso wie jenes Instrument dient der GRM der unmittelbaren Beobachtung von Gammablitzen, allerdings im Bereich zwischen 15 keV und 5 MeV. Durch Triangulation kann mit den Daten der drei Detektoren der Ursprungsort des Ereignisses mit einer Genauigkeit von 15° × 15° bestimmt werden.[21]
- Das optische Teleskop VT, hergestellt vom XIOPM,[22] ist ein Ritchey-Chrétien-Cassegrain-Teleskop. Wie das MXT dient es zur Beobachtung des Nachglühens eines Gammablitzes, allerdings im sichtbaren (450–650 nm) und im Nahinfrarot-Bereich (650–1000 nm). Der Hauptspiegel des Teleskops hat einen Durchmesser von 40 cm, es besitzt ein Sichtfeld von 0,4° × 0,4°. Ausgehend von der über das MXT ermittelten Position werden vom Bordrechner des Satelliten aus den mit dem VT aufgenommenen Bildern Listen möglicher Quellen für den Gammablitz erstellt, was eine Lokalisierung bis auf 0,0006° erlaubt.[23]

## Bodensegment
Ähnlich wie bei den GECAM-Satelliten werden die Daten der Bordinstrumente durch anschließende Beobachtungen vom Boden aus ergänzt. Etwa 10 Sekunden nachdem das ECLAIRs einen Gammablitz registriert hat, schickt der Satellit ein UKW-Signal (137–138 MHz) an ein Netzwerk von Bodenstationen, die zwischen 30° nördlicher und südlicher Breite rund um die Erde verteilt sind.
Am 22. Juli 2021 waren 25 dieser Stationen einsatzbereit, bis zum Start des Satelliten soll das Netzwerk auf 43 Stationen erweitert werden. Das vom Satelliten gesendete Signal enthält Informationen über Zeitpunkt, ungefähre Richtung und Lichtkurve des Gammablitzes. Es wird von den Empfangsstationen über das Internet an das Französische Wissenschaftszentrum in Saclay weitergeleitet, das nach einer ersten Analyse die Observatorien in aller Welt über das Ereignis in Kenntnis setzt.
Daneben soll das SVOM-Projekt auch über zwei eigene, sogenannte Ground Follow-up Telescopes (GFT) verfügen. Hierbei handelt es sich um ferngesteuerte Spiegelteleskope mit einem Hauptspiegeldurchmesser von mindestens 1 m. Eines wird im Observatorium der Nationalen Autonomen Universität von Mexiko in der Sierra de San Pedro Mártir installiert und unter französischer Verwaltung stehen, ein weiteres im Beobachtungspark Changchun der Nationalen Astronomischen Observatorien Chinas. Außerdem plant die Chinesische Akademie der Wissenschaften, im Observatorium Sênggê Zangbo, Westtibet, ein 1-m-Teleskop zu installieren. Jenes Teleskop würde dem SVOM-Projekt für 2500 Stunden pro Jahr zur Verfügung stehen. Während die eigentlichen GFT in weniger als einer Minute auf einen Alarm reagieren können, wäre das Teleskop in Tibet nach 15 Minuten einsatzbereit. Alle drei Teleskope könne nicht nur die Richtung, aus der ein Gammablitz kam, mit einer Präzision von 0,0003° bestimmen, sondern über die Rotverschiebung auch die Entfernung abschätzen.
Ein weiteres Instrument für die Beobachtung vom Boden aus ist die Ground-based Wide Angle Camera (GWAC). Hierbei handelt es sich um ein optisches Array aus 40 Kameras, von denen jeweils vier auf zehn schwenkbare Stative montiert sind. Das Array hat ein etwa halb so großes Sichtfeld wie das ECLAIRs. Jede Kamera hat ein 18-cm-Objektiv, das mit einer Klappe vor der Witterung geschützt ist, und einen CCD-Sensor mit 4096 × 4096 Pixeln der britisch-amerikanischen Firma Teledyne e2v. für den Bereich 500–850 nm (sichtbares Licht). Unterstützt wird das Array von zwei 60-cm-Spiegelteleskopen, mit denen die Beobachtungen der Kameras bestätigt werden können. Das Prinzip wurde zunächst auf der Xinglong Station nördlich von Peking getestet.
Für den realen Einsatz wird das Array in zwei Gruppen von jeweils 20 Kameras und einem 60-cm-Teleskop geteilt. Eine Gruppe soll beim Cerro Tololo Inter-American Observatory in Chile aufgebaut werden, die andere beim Observatorium Sênggê Zangbo in Tibet.

## Wissenschaftliche Ziele
Das Ziel des SVOM-Projekts ist das Studium kurzer Ereignisse im Röntgenspektrum und im sichtbaren Licht. Der Satellit wurde primär für die Untersuchung von Gammablitzen ausgelegt, mit dem System können aber auch andere hochenergetische Phänomene studiert werden, wie zum Beispiel Tidal Disruption Events, aktive Galaxienkerne, Röntgendoppelsterne und Magnetare. Mit den Weitwinkel-Instrumenten ECLAIRs, GRM und GWAC wird der Himmel überwacht und die Ereignisse entdeckt. Mit den innerhalb weniger Minuten – im Falle der Teleskope in Mexiko und Changchun in einer Minute – auf das Ereignis ausgerichteten Präzisionsinstrumenten MXT, VT und GFT wird es anschließend in verschiedenen Spektren untersucht.